# FC Caracal
FC Caracal – rumuński klub piłkarski z siedzibą w mieście Caracal, działający w latach 1949–1991.

## Historia
Początki FC Caracal sięgają roku 1949, kiedy to został założony w mieście Krajowa klub Metalul Craiova. Do 1998 klub nosił nazwę FC Electroputere Craiova. W 1991 klub po raz pierwszy w swojej historii awansował do Liga I. W swoim pierwszym sezonie w rumuńskiej ekstraklasie klub zajął 3. miejsce, co jest największym jego sukcesem w historii. Dzięki temu klub wystąpił w Pucharze UEFA. Był to nieudany start, gdyż Electroputere przegrało oba mecze z greckim Panathinaikosem Ateny 0-6 i 0-4. 
W 1995 klub spadł do Liga II. W 1998 klub zmienił nazwę na Extensiv Craiova i już rok później powrócił na rok do Ligi I. W 2003 klub po raz kolejny nazwę na FC Craiova, nawiązującą do klubu istniejącego w latach 1940-1949. W 2004 klub został przeniesiony do miasta Caracal, przyjmując obecną nazwę. W 2009 FC Caracal spadł do Liga III. W 2013 roku został rozwiązany.

## Sukcesy
- Divizia A:
  - 3. miejsce (1): 1991/1992
- Divizia B:
  - mistrzostwo (2): 1990/1991, 1998/1999
  - wicemistrzostwo (2): 1996/1997, 1997/1998
- Divizia C/Liga III:
  - mistrzostwo (3): 1967/1968, 1984/1985, 1989/1990
  - wicemistrzostwo (6): 1979/1980, 1980/1981, 1981/1982, 1982/1983, 2008/2009, 2012/2013

## Europejskie puchary
Legenda do wszystkich tabel:
- Q – runda eliminacyjna, 1/16, 1/8, 1/4, 1/2 – odpowiednia faza rozgrywek, Grupa – runda grupowa, 1r gr – pierwsza runda grupowa, 2r gr – druga runda grupowa, F – finał, R – runda, PO – play-off
- k. – rzuty karne, los. – losowanie, Dogr. – dogrywka, w. – zasada bramek strzelonych na wyjeździe

| Sezon   | Rozgrywki   | Runda | Przeciwnik       | Dom | Wyjazd | Ogólnie |
| ------- | ----------- | ----- | ---------------- | --- | ------ | ------- |
| 1992/93 | Puchar UEFA | 1R    | Panathinaikos AO | 0–6 | 0–4    | 0–10    |

## Reprezentanci w klubie
| - Gabriel Popescu - Adrian Ilie - Ștefan Stoica - Ionel Dănciulescu - Nicolae Ungureanu - Florin Șoavă | - Silviu Lung - Ștefan Grigorie - Adrian Popescu - Ștefan Iovan - Iosif Rotariu - Mirel Rădoi |